# Clemens von Droste zu Hülshoff (Landrat)
Clemens Max Meinolfus Hubertus Maria Stanislaus von Droste zu Hülshoff (* 5. Januar 1881 in Böddeken; † 3. Februar 1955 in Haus Stapel) war ein Landrat des Landkreises Höxter und Verwaltungsjurist.

## Leben
Clemens Freiherr Droste zu Hülshoff wurde als dritter Sohn des Landrats von Büren, Clemens Friedrich Freiherr Droste zu Hülshoff (1837–1919) und seiner Ehefrau Maria von Mallinckrodt (1846–1922) auf Haus Böddeken geboren. Er gehörte der 22. Generation seiner Familie an und studierte unter anderem an der Universität Münster Jura. Seine Referendar- und Assessorenzeit verbrachte er unter anderem in Ostdeutschland. Im Ersten Weltkrieg diente er in Frankreich, zuletzt im Rang eines Hauptmanns. 1925 verheiratete er sich mit Maria-Theresia Freiin von Pfetten (* 22. September 1903 in Ramspau; † 11. April 1929 in Höxter), die nach der Geburt zweier gemeinsamer Töchter schon im Alter von 26 Jahren verstarb. 
Er starb 1955; mit dem Tode seines Bruders Hermann 1959 ist die Linie Stapel der Familie Droste zu Hülshoff im Mannesstammeim erloschen. Da die Stammlinie auf Hülshoff bereits 10 Jahre zuvor erloschen war, folgte als Familienältester sein Neffe 2. Grades, Mariano Freiherr von Droste zu Hülshoff aus der fortblühenden Linie Schloss Hamborn.

## Berufsleben
Von 1918 bis 1933 war Clemens Landrat im Kreis Höxter, es war sein „Traumberuf“. Er wurde 1933 von den Nationalsozialisten abgesetzt und zum Regierungsrat zurückgestuft. 1919 bis 1920 war er für den Wahlkreis Höxter Mitglied im Provinziallandtag der Provinz Westfalen. Bis 1936 arbeitete er an der Regierung in Köln, danach wurde er – im Hinblick auf die Verwaltung von Haus Stapel – an die Regierung nach Münster versetzt.

## Verwaltung des Familienbesitzes
Nach dem Tod seines älteren Bruders Friedrich im Jahr 1936 übernahm er für dessen Adoptivkind, seine Tochter Ermengard (ab 1956 verheiratete Freifrau Raitz von Frentz), die Verwaltung von deren Erbe, Haus Stapel und Haus Giesking. 

## Sonstige Verdienste
Clemens von Droste zu Hülshoff engagierte sich in der Annette-von-Droste-Gesellschaft. Gemeinsam mit seinen Geschwistern bewahrte er einen Teil des literarischen Nachlasses der Dichterin Annette von Droste-Hülshoff, seiner Großtante, in Haus Stapel auf. Nach seinem Tod machten seine Schwestern Paula und Berta ihn zunehmend der Forschung zugänglich. Bei der Feier des 100. Todestages am 24. Mai 1948 in Meersburg vertrat Clemens als „Ältester“ seine Familie.